# Gubernija

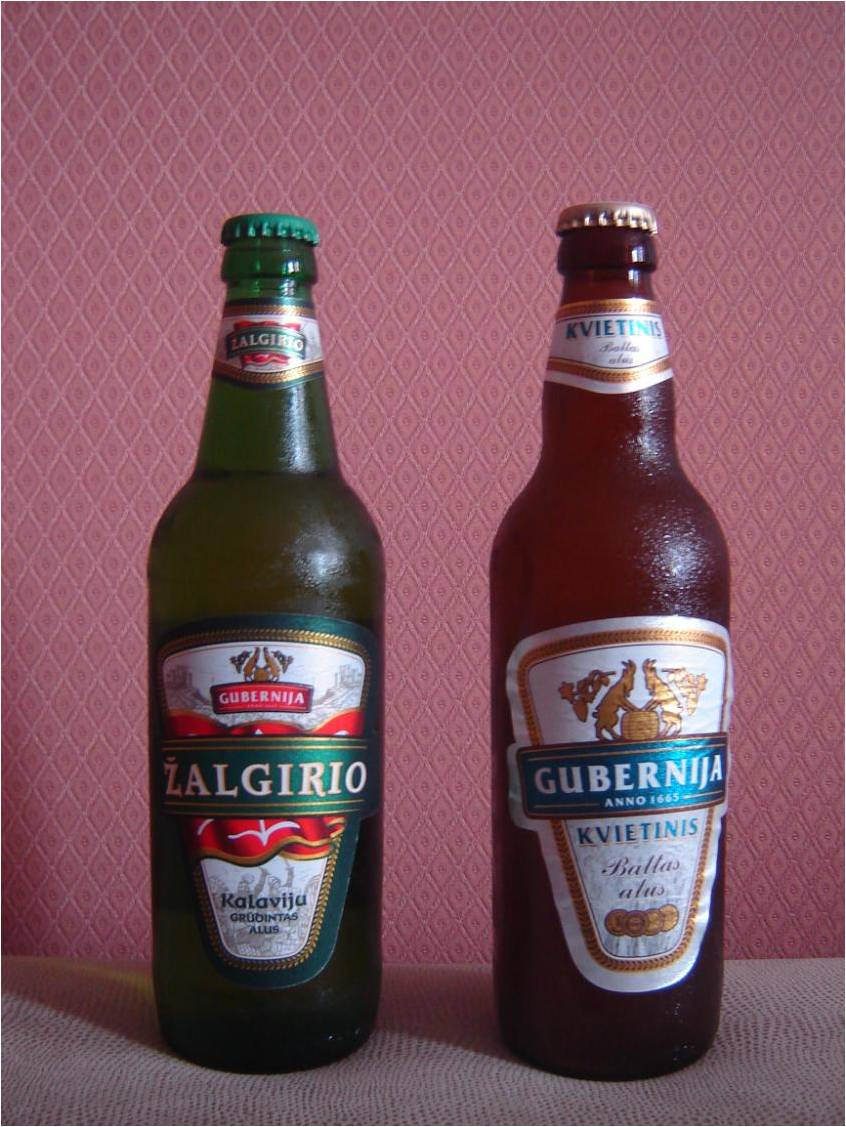
Bouteilles de Gubernija.

Gubernija est une entreprise lituanienne fondée en 1665 et faisant partie de l'OMX Vilnius, le principal indice de la bourse de Vilnius. Gubernija est un des plus vieux brasseurs au monde, produisant les marques suivantes :
- Ekstra
- Grand
- Ledas
- Ledukas
- Kunigaikščių
- Žigulinis
- Dvaro Mišas